# Alice in Wonderland (1903)
Alice in Wonderland ist ein britischer Film von Cecil Hepworth und Percy Stow aus dem Jahre 1903. Der Film basiert auf dem gleichnamigen Buch von Lewis Carroll und ist die erste „Alice im Wunderland“-Verfilmung überhaupt. Mit 800 Fuß Länge ist er gleichzeitig der längste bis dahin in England produzierte Film. Aufgrund der Länge wurde der Film oftmals nur szenenweise und nicht komplett verkauft. So wurde eine Szene ausgewählt und gezeigt. Insgesamt bestand der Film aus 16 Szenen, heute sind nur noch 14 erhalten und im British Film Institute archiviert.
Hepworth bestand darauf, dass die Figuren denen des Originalillustrators John Tenniel so weit wie möglich glichen. Der Film wurde auf einer kleinen Holzbühne, die zu der Villa der Produktionsgemeinschaft gehörte, gedreht. Die Außenszenen entstanden in den nahe gelegenen Gärten von Mount Felix.

## Die erhaltene und restaurierte Version des Films
Die vorliegende Version ist unvertont. Die später vertonte, restaurierte Version findet sich in den Weblinks.